# Die Eichen Europa's und des Orient's
Die Eichen Europa's und des Orient's (abreviado Eich. Eur. Orient.) es un libro con ilustraciones y descripciones botánicas que fue escrito por el explorador, botánico, briólogo y recolector de plantas austriaco Theodor Kotschy y publicado en Viena en 8 partes en los años 1858-1862, con el nombre de Eichen Europa's und des Orient's. Gesammelt, zum theil neu entdeckt und mit hinweisung auf ihre culturfähigkeit für Mittel-Europa &c., Die.